# AMTハードボーラー
AMT ハードボーラー（英語: AMT Hardballer）は、アルカディア・マシン・アンド・ツール社（AMT：Arcadia Machine & Tool INC.）が製造した.45口径の自動式拳銃である。

## 概要
M1911“コルト・ガバメント”（より正確には民間向けモデルのコルトMk.IV SERIES 70 / 80）の射撃競技仕様モデルである“ゴールドカップナショナルマッチ”）のクローンモデル（コピー製品）であり、「ハードボーラー」の名称は、機構上の問題からラウンドノーズ型弾頭（フルメタルジャケット弾）以外の弾丸の仕様に不向きであったことに由来する。
スライドとフレームにM1911のクローンモデルでは初となるステンレススチールを使用している他は内部機構含め全体のデザインはオリジナルのM1911とほぼ同一だが、細部の仕様はゴールドカップナショナルマッチに倣っており、グリップフレームの前面を覆う形状のラバーグリップ、鋸歯状でつや消し処理を施したスライドリブ、縦型スリット入りのトリガー、ラウンドハンマー、ローディング・インジケーター、アジャスタブル・リアサイト等を備えている。
ハードボーラーはM1911クローンモデル初の全ステンレス製モデルである。なお、名の由来となった問題点は、後にフィーディングランプに対する修正で軽減されている。
AMT社は後に破産して製品の権利と同社の商標はカリフォルニア州にあるアーウィンデール・アームズ・インコーポレーテッド（IAI：Irwindale Arms Incorporated）に買収され、更に1998年にはサウスダコタ州スタージスに所在するガレナ・インダストリーズ(Galena Industries)がIAIを買収したために権利は同社に移り、ハードボーラーシリーズはガレナ社より再販された。このため、バリエーションのうちいくつかはガレナ社よりAMTブランドの製品として発売されている。ガレナ社にて再販されたモデルは弾倉挿入部（マガジンウェル）の形状が若干異なることと、グリップセーフティの後端を延長したビーバーテイル・グリップセーフティとなっていることがAMTオリジナルのものとの相違点である。

## 各型

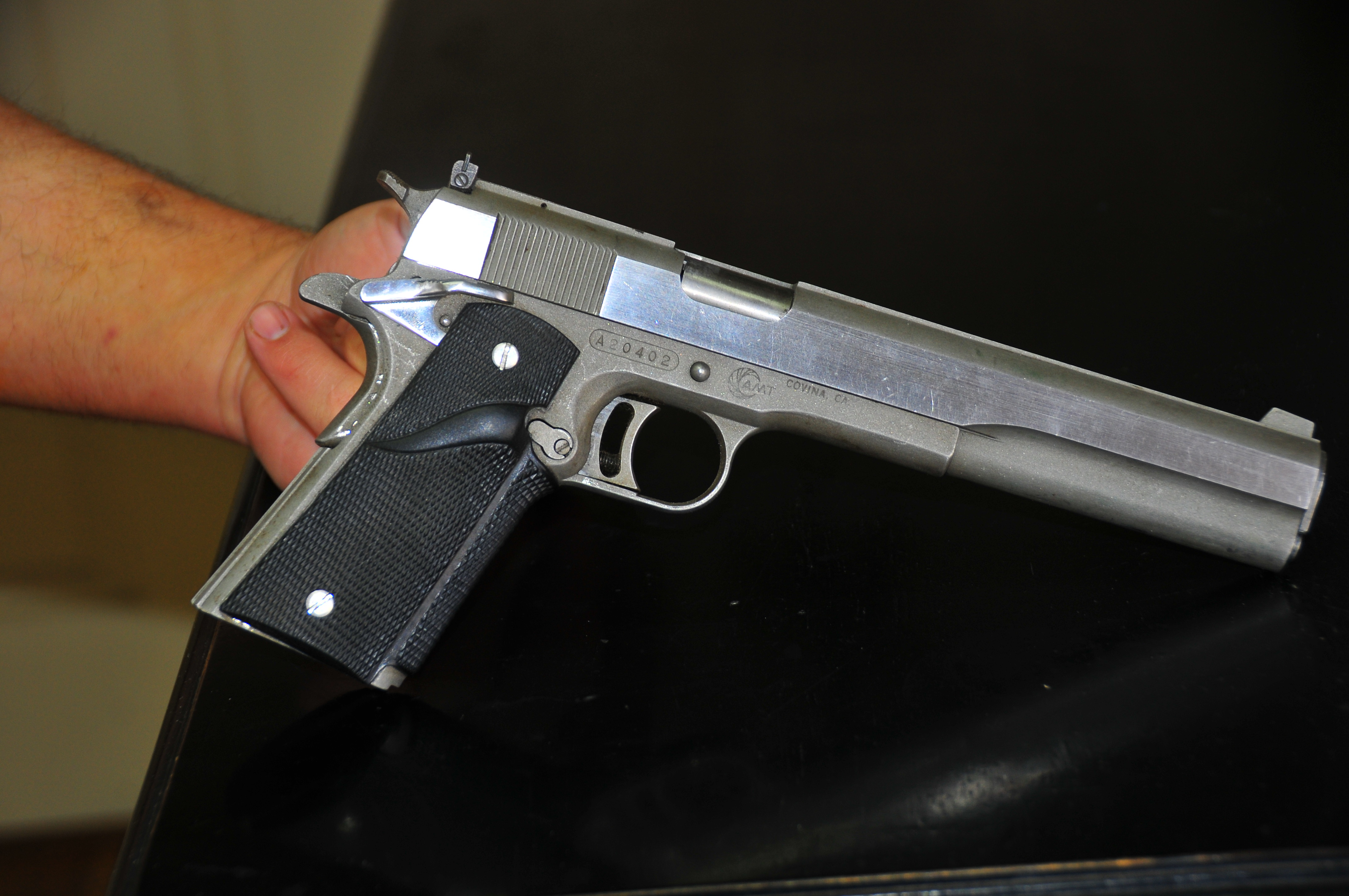
AMT Hardballer Long slide

.45ACP弾モデル
※なお、.45ACP弾モデルは他の弾を使用するモデルの発売後には「AMT .45」のモデル名でも呼ばれる。
ハードボーラー(Hardballer)
5インチのスライドとバレルを持つ標準モデル。装弾数は7発。
ロングスライド(Longslide)
7インチのスライドとバレルを備える長銃身モデル。装弾数7発。
コンバットガバメント(Combat Government)
ハードボーラーの特徴であるラウンドハンマー、ローディング・インジケーター、アジャスタブル・リアサイトといった部位をM1911AIおよびコルトMk.IV SERIES 70 / 80とほぼ同じものとしたモデル。
当初はハードボーラーの廉価版として用意されたが、後に販売計画は警察・官公庁向けに変更され、製品名も“コンバット”を外した“AMT ガバメント(AMT Goverment)”に変更された。
スキッパー(Skipper)
4インチのバレルとショートスライドを持つ短縮モデル。装弾数7発。
コマンドー(Commando)
.40S&W弾を使用する5 / 4インチモデル。装弾数は8発。
最初にAMTより発売されたモデルは“コンバットガバメント”の.40S&W弾モデルで5インチのバレルとスライドを持つモデルであったが（固定照準器でラウンドハンマー等の特徴がない）、後に2000年代に入りガレナ社より再販されたモデルでは“ハードボーラー”の.40S&W弾モデルとなり、各部の仕様が同一で4インチのバレルとスライドを持つモデルとなっている。
ジャベリナ(Javelina)
10mmオート弾を使用する7 / 5インチモデル。装弾数は8発。
“ジャベリナ”とはスペイン語でペッカリーを意味する“ハベリーナ (javelina)”の英語読みである。
アクセラレーター(Accelerator)
.400カーボン弾(.400 Cor-bon(英語版)を使用する7インチモデル。装弾数は7発。
ガレナ社よりAMTブランドで発売された製品の一つで、新設計の7インチ長スライドを持ち、発売当初より“ビーバーテイル”型のグリップセフティを備える。

## メディアへの登場 他
映画『ターミネーター』の作中ではアーノルド・シュワルツェネッガー演ずるT-800がレーザーサイトを装着した7インチモデルの“ロングスライド”を使用しており、ハードボーラーは「ターミネーターの使う拳銃」として宣伝ポスターにも大きく写ったことで日本でも一躍有名になった。
なお、日本では遊戯銃メーカーの千代田製作所（ブランド名「チヨダ」）から「ターミネーター ハードボーラー ステンレスモデル」の名称で6mmBB弾仕様のエアソフトガンが発売されていたが、この製品はチヨダが他社の発売していた既存のエアソフトガンの製造権を買い取って独自のデザインに改修して製品化したもので、スライド上部にベンチレーテッド・リブがある等『ターミネーター』の作中に登場したものとも実際のハードボーラー・ロングスライドとも異なる形状のものになっていた。
AMT ハードボーラーのトイガンとしては後年に他メーカーから忠実にモデル化された製品が複数種類発売されている。

## 登場作品
『ターミネーター』
サラ・コナーの抹殺を謀るT-800が道中来店したアラモ銃砲店にてSPAS12、UZIとともに入手した銃の一つとしてロングスライドモデルが登場。吹き替え版ではテレビ朝日版と旧VHS版（演：大友龍三郎）で『.45口径レザーサイトピストル』、新VHS/DVD/BD版とテレビ東京版（演：玄田哲章）で『レーザーサイト付き.45ロングスライド』とそれぞれ呼称されている。その呼称の通りスライド上に大型のレーザーサイトが搭載されており、トリガーに触れるとレーザーポインターが照射される設定になっている。劇中では本銃を使い、サラ・コナーの名を持つ数人の女性を手当たり次第に殺害している。
特徴的なレーザーサイトは当時いち早く銃器用レーザーサイトを開発して販路を構築していたレーザープロダクツ社（後のシュアファイア社）の試作品で、宣伝も兼ねて提供されたものである。撮影に使われたものは内蔵式バッテリーでは作動に十分な容量が確保できなかったため、電源はコードを介して外部から取られており、銃を握った手の袖の中を通してコートのポケットの中にバッテリーが収納された。また“トリガーと連動する”はあくまでも設定上のもので、実際のスイッチはバッテリーボックスからの配線に取り付けられていた。

『HITMAN』
47の愛銃であり、シリーズ全作品においてサプレッサーが装着されている。ゲーム内では『シルバーボーラー』と呼ばれている。

『バイオハザード4』『バイオハザード RE:4』
両作品のマグナム銃として登場。レーザーポインタを既に装着している。オリジナルの『4』では上限の改造まで限定仕様は無く、『RE:4』はクリティカル率5倍の限定仕様まで改造できるようになった。